# Marino Rossetti
Marino Rossetti (Monfalcone, 17 febbraio 1942 – Vicenza, 17 marzo 2018) è stato un calciatore italiano, di ruolo difensore.

## Caratteristiche tecniche
Giocò come terzino sinistro.

## Carriera

### Inizi
Cominciò a giocare a 17 anni, nel CRDA Monfalcone, squadra della propria città natale. Notato dall'Inter, passò nel 1960 alle giovanili del club neroazzurro. Con la primavera neroazzurra, in due stagioni, vinse per due volte il Campionato De Martino e un Torneo di Viareggio.

### Del Duca Ascoli
Nel 1962 passò al Del Duca Ascoli, club militante in Serie C. Nel club marchigiano, sotto la guida tecnica di Skender Perolli prima e di Alfredo Notti poi, militò per tre stagioni, collezionando 82 presenze in campionato.

### Lanerossi Vicenza
Nel 1965, dopo tre stagioni in Serie C con la maglia del Del Duca Ascoli, passò al Lanerossi Vicenza, club militante in Serie A. Rossetti, ingaggiato come riserva di Giulio Savoini, divenne titolare della formazione vicentina in seguito all'infortunio di quest'ultimo. Il debutto in Serie A avvenne il 26 dicembre 1965, nell'incontro Cagliari-Lanerossi Vicenza (3-0). Mise a segno la sua unica rete con la maglia del Lanerossi Vicenza il 23 ottobre 1966, nell'incontro di campionato Lanerossi Vicenza-Milan: l'incontro terminò 1-1, con la rete di Rossetti al minuto 79 che andò a rimontare il gol siglato da Gianni Rivera al minuto 34 del primo tempo. Giocò da titolare fino al 1968, anno in cui subì un grave infortunio: il 17 novembre 1968, nell'incontro di campionato Milan-Lanerossi Vicenza (4-1), subì un grave infortunio a seguito di uno scontro con il rossonero Pierino Prati. Rimase al Lanerossi Vicenza fino al 1971, totalizzando 88 presenze e una rete in campionato.

### Ultimi anni: Martina e Legnago
Nel 1971 passò al Martina, in Serie C. Militò nel club pugliese per una stagione, collezionando 9 presenze. Nella stagione successiva giocò al Legnago, in Serie D.